# Masumi Hayashi
Masumi Hayashi (林 真須美, Hayashi Masumi, né le 22 juillet 1961) est une japonaise condamnée à mort par pendaison en décembre 2002 pour avoir empoisonné quatre personnes et intoxiqué soixante-trois autres en 1998 durant une fête d'été (ja), en versant de l'arsenic dans du curry japonais.
La criminelle, mère de quatre enfants, s'était servi des poisons de son mari qui travaille comme exterminateur de termites et a déjà fait 6 ans de prison pour fraude à l'assurance (sa femme étant elle-même une agent d'assurance). Elle aurait été motivée par la colère qu'elle avait pour ses voisins.
Sa condamnation a été validée en 2005 par la Haute Cour d'Osaka (ja) alors que ses avocats insistaient sur ces circonstances atténuantes bien qu'ils aient plaidé l'innocence en premier ressort. Un manga a été tiré de l'affaire qui avait été extrêmement médiatisée, si bien que plus de 2 200 personnes s'étaient rendues au tribunal pour entendre le verdict. 
En 2009, la Cour suprême du Japon a également confirmé la sentence, Hayashi est donc désormais susceptible d'être exécutée à tout moment.